# M. Chinnaswamy Stadium
Il M. Chinnaswamy Stadium (noto anche come Karnataka State Cricket Association Stadium) è uno stadio indiano di cricket situato nella città di Bangalore, nello stato federato del Karnataka.

## Storia
La costruzione è stata fortemente voluta dal governo dello stato del Karnataka, che ha finanziato gran parte dell'opera. I lavori sono iniziati nel 1969 e lo stadio è stato inaugurato tre anni dopo. La proprietà è sempre rimasta al governo del Karnataka ma la gestione dell'impianto da molti anni è della Karnataka State Cricket Association, per questo lo stadio è noto anche con il nome Karnataka State Cricket Association Stadium o KSCA Stadium. Il nome è stato scelto in memoria di Mangalam Chinnaswamy, avvocato, dirigente sportivo, presidente del Board of Control for Cricket in India tra il 1977 e il 1980 e figura di spicco per lo sviluppo del cricket nello stato del Karnataka.
Il 22-27 novembre 1974 lo stadio ha ospitato il primo test match della nazionale indiana in occasione del tour della squadra delle Indie Occidentali Britanniche, in quell'occasione per i caraibici fece il suo debutto il leggendario battitore Viv Richards. Il primo One Day International si tenne il 6 settembre 1982 e in quell'occasione l'India sconfisse lo Sri Lanka per 6 wickets.
Lo stadio venne scelto come sede di un quarto di finale della coppa del mondo 1996, in quell'occasione furono effettuati dei lavori di ammodernamento e ristrutturazione, tra cui il principale fu l'installazione dell'impianto di illuminazione per le partite in notturna. Anche per l'edizione del 2023 lo stadio è stato scelto tra le sedi, ospitando cinque partite.
È la sede dei Royal Challengers Bangalore, franchigia della Indian Premier League fin dalla prima stagione nel 2008.

## Altri eventi
- Lo stadio è stato la sede del concorso Miss Mondo 1996.